# Taiyō Sentai Sun Vulcan
Taiyō Sentai Sun Vulcan (jap. 太陽戦隊サンバルカン Taiyō Sentai San Barukan) – japoński serial z gatunku tokusatsu z roku 1981. Jest piątym serialem z sagi Super Sentai stworzonym przez Toei Company oraz trzecim i ostatnim, który ta wytwórnia stworzyła przy współpracy z Marvel Comics. Emitowany na kanale TV Asahi od 7 lutego 1981 roku do 30 stycznia 1982. Serial liczył 50 odcinków. W niektórych wątkach serial kontynuuje fabułę poprzedniej serii.
Sun Vulcan to jedyna drużyna Sentai licząca tylko 3 członków i złożona całkowicie z mężczyzn. W innych seriach wojowników jest co najmniej 5 w tym co najmniej 1 kobieta. Ponadto jest to jedyny Sentai, w którym dokonana została zmiana czerwonego wojownika.

## Fabuła
Imperium Czarnej Magmy osiadłe na Biegunie Północnym postanowiło zaatakować i podbić Ziemię. W odpowiedzi na to ONZ organizuje Światową Gwardię Pokoju (GWP), której szef – komandor Arashiyama postanawia stworzyć specjalny oddział bojowy do walki z wrogimi ludziom maszynami. Do grupy dołącza trójka wybitnych japońskich żołnierzy, którzy stają się Sun Vulcan by ochronić ludzkość przed złem.

## Postaci
Członkowie drużyny należą do Gwardii Pokoju. Hiba, Hyō i Samejima brali udział w Wojnie Legend w Kaizoku Sentai Gokaiger, gdzie wraz z 33 innymi drużynami powstrzymali atak Zangyaków na Ziemię. Jedynym z trójki, który w Gokaiger pojawia się w ludzkiej postaci jest Hiba.
- Ryūsuke Ōwashi (jap. 大鷲 龍介 Ōwashi Ryūsuke) / Wulkaniczny Orzeł (jap. バルイーグル Baru Īguru; Vul Eagle) – czerwony wojownik, 25-letni oficer marynarki powietrznej, as lotnictwa. Pierwszy Orzeł, odszedł z drużyny w 23 odcinku, ponieważ NASA złożyła mu ofertę pracy. Ōwashi po japońsku oznacza „duży orzeł”, zaś pierwszy znak w jego imieniu oznacza „smok”.

- Kin'ya Samejima (jap. 鮫島 欣也 Samejima Kin'ya) / Wulkaniczny Rekin (jap. バルシャーク Baru Shāku; Vul Shark) – niebieski wojownik, 23-letni oficer marynarki wojennej i oceanograf. Spokojny młodzieniec, umie grać na gitarze. Mistrz pływania i sportów wodnych. Dzieciństwo spędził na Saharze, gdzie prowadził badania jego ojciec. Jednak kilka lat później Kin'ya stracił całą swą rodzinę. Jego nazwisko oznacza „wyspę rekinów”.

- Asao Hyō (jap. 豹 朝夫 Hyō Asao) / Wulkaniczny Lampart (jap. バルパンサー Baru Pansā; Vul Panther) – żółty wojownik, 19-letni kynofobik (boi się psów), oficer armii. Fizycznie najsilniejszy i najsprawniejszy, z łatwością potrafi się wspinać po ścianach. Lubi jeść ryż z curry (głównie w dużych porcjach, jest to odwołanie do jego poprzednika z Goranger – Daity Ouiwy/Żółtego Rangera, który również uwielbiał duże porcje ryżu z curry). Zakochany w Misie Arashiyamie. W drużynie pełni także funkcję błazna – gagi z jego udziałem dają serialowi akcent humorystyczny. Jego nazwisko oznacza w języku japońskim lamparta.

- Takayuki Hiba (jap. 飛羽 高之 Hiba Takayuki) / Wulkaniczny Orzeł (jap. バルイーグル Baru Īguru; Vul Eagle) – czerwony wojownik, przyjaciel Ōwashiego po którym przejął obowiązki lidera w 23 odcinku i został drugim Orłem. Mistrz kendo i oficer marynarki powietrznej. Taka znaczy „jastrząb” zaś Hiba – pióro.

## Przyjaciele
- Komandor Daizaburō Arashiyama (jap. 嵐山 大三郎 Arashiyama Daizaburō) – dowódca Gwardii Pokoju. Stworzył drużynę. Właściciel parku zwierząt i baru Safari, jego częstym klientem jest Asao, któremu Arashiyama serwuje ogromne ilości ryżu z curry.
- Misa Arashiyama (jap. 嵐山 美佐 Arashiyama Misa) – córka Komandora Arashiyamy. W 29 odcinku przybrała postać wojowniczki w białej masce by pomóc trójce wojowników.

## Pojazdy
- Piaskowy Wulkan – dżip Orła
- Machinorekin i Machinolampart – motory dla reszty
- Wulkan Jaguar – latająca forteca z machinami

## Mecha
- Wulkaniczny Robot (サンバルカンロボ San Barukan Robo, Sun Vulcan Robo) – robot powstały z machin drużyny. Atakuje Wulkaniczną ręką, Solarnym Mieczem, Wulkaniczym Pociskiem, Wulkanicznym Słońcem, Wulkaniczną Tarczą i Wulkanicznymi Działami.
  - Kosmo Wulkan (コスモバルカン Kosumo Barukan, Cosmo Vulcan) – statek powietrzny pilotowany przez Orła. Formuje głowę, tors i ramiona Wulkan Robota.
  - Byczy Wulkan (ブルバルカン Buru Barukan, Bull Vulcan)– czołg pilotowany przez Rekina i Lamparta. Formuje nogi i pięści Wulkan Robota.

## Broń i ataki
Drużyna ma rozmaite ataki:
- może niszczyć potwory za pomocą Kul Wulkanu (normalnych piłek) i Nowych Kul Wulkanu (piłek do rugby),
- każdy z nich posiada długą finkę zwaną Vulcan Stick (Hiba może zmienić swój nóż w katanę),
- atakują Orkanowym Rykiem, Powietrznym Lotem, Strzałem Wulkanu i Solarnymi Kopnięciami.

## Wrogowie
Wrogiem trójki bohaterów jest Imperium Czarnej Magmy (ブラックマグマ Burakku Maguma), które osiedliło się na biegunie północnym w bazie zwanej Żelaznym Kłem.
- Kapitan Saturn (jap. ヘルサターン総統 Heru Satān Sōtō) – cyborg, lider Czarnej Magmy. Z wyglądu przypomina Dartha Vadera z Gwiezdnych wojen.
- Zero Dziewczyny (jap. ゼロガールズ Zero Gāruzu) – 4 agentki, Zero 1 zginęła w 22 odcinku. W 23 odcinku na jej miejsce wchodzi Amazońska Zabójczyni, stając się liderką grupy. Zero 2, 3 i 4 giną w ostatniej walce z Wulkanicznym Robotem.
- Agent Dark Q (jap. ダークQ Dāku Q) – cyborg, potrafiący zmieniać wygląd.
- Wszechmocny Bóg (jap. 全能の神 Zen'nō no Kami dai) – prawdziwy lider Czarnej Magmy. Został zniszczony przez Komandora Arashiyamę w ostatnim odcinku.
- Królowa Hedrian (jap. ヘドリアン女王 Hedorian Joō) (5–50) – wróg Denjimanów, przywódczyni Vader, która zniknęła w ostatnim odcinku poprzedniej serii. Została odnaleziona w stanie zamrożenia przez Saturna na biegunie północnym i przyłączyła się do Czarnej Magmy.
- Amazońska Zabójczyni (jap. アマゾンキラー Amazon Kirā) – oficer polowy Vadera z kosmosu. Pojawiła się w 23 odcinku, zastąpiła zabitą Zero 1. W ostatnim odcinku osłabiona po pojedynku z Orłem i dobiciu Nowymi Kulami, popełnia seppuku.
- Inazumagingar (jap. イナズマギンガー Inazumagingā) – kosmiczny pirat.
- Machinoludzie (jap. 機械生命体 Kikai seimei-tai) – żołnierze Czarnej Magmy, niektórzy pełnią również funkcję naukowców tworzących cyborgi do walki z Sun Vulcan.

## Obsada
- Ryūsuke Kawasaki – Ryūsuke Ōuwashi / Wulkaniczny Orzeł #1
- Asao Kobayashi – Asao Hyō / Wulkaniczny Lampart
- Kin'ya Sugi – Kin'ya Samejima / Wulkaniczny Rekin
- Takayuki Godai – Takayuki Hiba / Wulkaniczny Orzeł #2
- Shin Kishida – Komandor Arashiyama
- Yumi Nemoto – Misa Arashiyama:
- Shōzō Iizuka – Kapitan Saturn (głos)
- Machiko Soga – królowa Hedrian
- Yukie Kagawa – Amazońska Zabójczyni
- Tōru Ōhira – Narrator (głos)

### Aktorzy kostiumowi
- Kazuo Niibori – Wulkaniczny Orzeł #1
- Kuniyasu Itō – Wulkaniczny Lampart
- Takanori Shibahara – Wulkaniczny Rekin
- Yoshinori Okamoto – Wulkaniczny Orzeł #2
- Hideaki Kusaka:
  - Kapitan Saturn,
  - Wulkaniczny Robot
- Eiji Kanie – Wulkaniczny Robot

Źródło:

## Muzyka
Opening
- „Taiyō Sentai Sun Vulcan” (jap. 太陽戦隊サンバルカン Taiyō Sentai San Barukan)

Słowa: Keisuke Yamakawa
Kompozycja i aranżacja: Michiaki Watanabe
Wykonanie: Akira Kushida oraz Koorogi '73
Ending
- „Wakasa wa Plasma” (jap. 若さはプラズマ Wakasa wa Purazuma) (1–33)

Słowa: Keisuke Yamakawa
Kompozycja i aranżacja: Michiaki Watanabe
Wykonanie: Akira Kushida
- „Ichi tasu Ni tasu Sun Vulcan” (jap. 1たす2たすサンバルカン Ichi tasu Ni tasu San Barukan) (34–50)

Słowa: Keisuke Yamakawa
Kompozycja i aranżacja: Michiaki Watanabe
Wykonanie: Akira Kushida